# Shark 3D
Shark 3D је 3D софтвер и покретач направљен од стране Spinor за креирање и покретање интерактивних виртуелних 3D светова. Користи се за прављење видео игара, филмова, анимираних серија, "broadcasting" графике, и за 3D индустријске апликације.
Shark 3D се углавном користи за прављење видео игара (слично као покретачи игара), продуцирање филмова и TV серија, креирање broadcast графике, и за развој 3D апликација.

## Процес рада
Анимације су направљене "играњем" сцене као у видео играма у оквиру симулираног виртуелног света. Ово се разликује од софтвера као што је Autodesk 3ds Max или Autodesk Maya где правите анимације углавном ручним анимирањем свих појединачних покрета.
Снимањем различитих ликова и предмета у различитим стазама, аниматор може да створи потпуну сцену у више итерација. На пример, ако аниматор прво игра једног виртуалног глумца, а затим игра још њих док репродукује првог. Снимање је засновано на физици, тако да лик или возило под контролом може физички  да интерагује са претходно снимљеним ликовима и објектима.

## Карактеристике
Shark 3D садржи:
- Алатку цевоцвод. Додаци као што су мреже, текстуре и основне анимације нису створене у Shark 3D, већ су увезене из одвојених алатки као што су 3ds Max или Maya.
- Authoring едитор (ауторизације)[5]
- Снимање базирано на физици, поновном приказивању и праћење промена
- Shader едитор (нијанси)
- Renderer ("уживо" и приказује фајлове )
- Sound систем (звучни)
- Physics погон (физике)
- Scripting (скриптовање)
- Ништа од наведеног

Срж Shark 3D је подршка могућности да се промене ауторски шаблони и "prefabs"-и за поновну употребу. Шаблони и "prefabs" могу бити угњеждени на било којем нивоу и могу се изменити уживо. Ово омогућава изградњу сложене сцене и објекте са интегрисаним понашањем (нпр NPCs или сложени систем камера на основу једноставних грађевинских блокова и то на флексибилан начин).
Shark 3D је доступан за више платформи као што су Windows и PC апликације које су базиране на Linux, мобилним уређајима и конзолама.
Софтвер се фокусира искључиво на реалном времену. На пример, сва осветљења и сенчења у Shark 3D приказују се потпуно у реалном времену. Ово је за разлику од других софтверских пакета, као што је Autodesk Maya која су углавном бави не-реалним временом или разне игре попут покретача игара као што су на пример "Unity engine" или "Unreal Engine" који користе мешавину реалног времена и већ израчунато осветљење.
Софтвер је веома модуларан и може се прилагодити или проширити на све слојеве.

## Подршка индустрије

### Клијенти
Компаније које користе Shark 3D су Funcom, Ravensburger Digital, Marc Weigert, Siemens, ARD/ZDF/Pro 7/Disney Junior. 2012. године био је други највише коришћени 3D покретач реалног времена у европи после Unity.

### Награде
Награде које су добили продукти који су базирани унутар Shark 3D:
- Норвешки студио видео игара Funcom PC и Xbox авантурна видео игра Dreamfall: The Longest Journey је била Gamespy избор у категорији "Избор уредника" 2006. године[10][11][12]
- Награда медија "Der weiße Elefant" за "иновативни производ" користећи Shark 3D за "D.I.E. – Detektive im Einsatz" покретањем на Super RTL[13]
- Lara-Award за игру Windchaser[14]

### Додаци треће стране
- Праћење камере[15]
- Cinector хватање покрета[16]
- RTF[17] Масовна библиотека више-играча (multiplayer)[18]